# Arizona State Route 89A
Die Arizona State Route 89A (kurz AZ 89A) ist eine State Route im US-Bundesstaat Arizona, der in Ost-West-Richtung verläuft.
Die State Route beginnt am Interstate 17 nahe Flagstaff und endet nahe Prescott an der Arizona State Route 89. Zwischen Flagstaff und Sedona führt die Straße durch den Oak Creek Canyon über den Mogollon Rim. Sie führt am Tuzigoot National Monument vorbei, bevor sie Clarkdale erreicht. Bis 1992 gehörte die Straße zum U.S. Highway 89A, der aber in diesem Abschnitt aufgelöst wurde.